# Asticta obscurata
Asticta obscurata är en fjärilsart som beskrevs av Arnold Spuler 1907. Asticta obscurata ingår i släktet Asticta och familjen nattflyn. Inga underarter finns listade i Catalogue of Life.